# Tujar, Kozeleț
Tujar (în ucraineană Тужар) este un sat în comuna Kosacivka din raionul Kozeleț, regiunea Cernihiv, Ucraina.

## Demografie
Componența lingvistică a localității Tujar
     Ucraineană (99,63%)
     Alte limbi (0,37%)
Conform recensământului din 2001, majoritatea populației localității Tujar era vorbitoare de ucraineană (99,63%), existând în minoritate și vorbitori de alte limbi.